# Lake Magdalene
Lake Magdalene és una concentració de població designada pel cens dels Estats Units a l'estat de Florida. Segons el cens del 2000 tenia 28.755 habitants.

## Demografia
Segons el cens del 2000, Lake Magdalene tenia 28.755 habitants, 12.085 habitatges, i 7.722 famílies. La densitat de població era de 1.049,4 habitants/km².
Dels 12.085 habitatges en un 28,9% hi vivien nens de menys de 18 anys, en un 49,5% hi vivien parelles casades, en un 10,9% dones solteres, i en un 36,1% no eren unitats familiars. En el 28,9% dels habitatges hi vivien persones soles el 8,6% de les quals corresponia a persones de 65 anys o més que vivien soles. El nombre mitjà de persones vivint en cada habitatge era de 2,35 i el nombre mitjà de persones que vivien en cada família era de 2,93.
Per edats la població es repartia de la següent manera: un 22,5% tenia menys de 18 anys, un 7,9% entre 18 i 24, un 29,9% entre 25 i 44, un 26,8% de 45 a 60 i un 13% 65 anys o més.
L'edat mediana era de 39 anys. Per cada 100 dones de 18 o més anys hi havia 89,7 homes.
La renda mediana per habitatge era de 43.259 $ i la renda mediana per família de 54.276 $. Els homes tenien una renda mediana de 39.556 $ mentre que les dones 30.398 $. La renda per capita de la població era de 26.685 $. Entorn del 5,6% de les famílies i el 7,2% de la població estaven per davall del llindar de pobresa.

## Poblacions més properes
El següent diagrama mostra les poblacions més properes.